# Kristianstad Österlen Airport
Kristianstad Österlen Airport (IATA: KID, ICAO: ESMK), tidigare kallad Kristianstad Airport och ofta kallad Everöd efter den intilliggande orten Everöd, är en regional flygplats söder om Kristianstad som är östra Skånes främsta flygplats.

## Historia
Flygplatsen byggdes på 1940-talet för militärt bruk, men användes sedan för civilflyg. Flygtrafiken, som aldrig var särskilt omfattande, startades 1961 av Linjeflyg och stöddes av ett samarbete mellan Kristianstads landsting och kommunerna i nordöstra Skåne. Samma intressenter bildade 1983 Nordöstra Skånes Flygplats AB. Bolaget bytte namn till Kristianstad Airport AB och ägdes av Kristianstads Kommunföretag (51%), Region Skåne (40%), Hässleholms kommun (5%), Bromölla kommun (2%) och Östra Göinge kommun (2%). Region Skåne sålde 2012 sin andel till Kristianstads Kommunföretag.
SAS slutade att trafikera flygplatsen 2004, samtidigt som kommunen tog över flygplatsen från Luftfartsverket. Inrikesflyget till Stockholm har alltid varit ledande i antal passagerare på denna flygplats, men även en del utrikeslinjer har funnits. Fram till 2001 fanns en flyglinje till Köpenhamn-Kastrup, men den upphörde i samband med att Öresundsbron byggdes. Även linjer till Kaunas och Palanga har trafikerats från flygplatsen, men dessa flyttades till flygplatsen i Malmö i stället.
I augusti 2006 startade det svenska flygbolaget City Airline en linje till Stockholm-Bromma flygplats. Dock hade flygplatsen ingått ett avtal om en förlustgaranti för City Airline. Konkurrenten Skyways gillade inte detta avtal, och vände sig därför till Kristianstads tingsrätt. Tingsrätten beslutade att flygplatsen skulle förbjudas att betala ut pengar till City Airline. Ett par månader senare, i april 2007, valde City Airline att upphöra med trafiken från flygplatsen.
Mellan år 1998 och 2001 trafikerade lågprisflygbolaget Ryanair flygplatsen med en linje till London-Stansted. Trafiken upphörde i maj 2001, ett par månader efter att bolaget börjat trafikera flygplatsen i Malmö.
I januari 2010 tillkännagav styrelsen för Kristianstad Airport AB att man inte kommer att skriva avtal med Ryanair om en nyetablering på flygplatsen eftersom styrelsen inte ville godkänna ett marknadsföringsbidrag på 895 000 kronor med flygbolaget. Avtalet med Ryanair skulle ha genererat 13 000 nya passagerare under år 2010. De flyglinjer som Ryanair avsåg att starta från flygplatsen var direktlinjer till Alicante och Malaga, som skulle ha trafikerats med bolagets Boeing 737-800 med plats för 189 passagerare.
Knappt ett år senare, i december 2010, meddelade Ryanair att man under våren 2011 kommer att etablera sig på flygplatsen, och då öppna en flyglinje till Barcelona-Girona. Den 16 februari, drygt en månad innan trafiken skulle starta, meddelade Ryanair att linjen inte kommer att startas. Detta på grund av att katalanska myndigheter vägrat att fullfölja en överenskommelse om Ryanairs expansion på Barcelona-Gironas flygplats.
Den 22 maj 2012 försattes Skyways i konkurs, och flygplatsen stod utan reguljär trafik i tre månader. Den 20 augusti samma år påbörjade det nystartade bolaget Flyglinjen Kristianstad reguljär trafik till Arlanda. Sommaren 2014 bytte Flyglinjen namn till Sparrow Aviation 
I augusti 2013 bytte flygplatsen namn från Kristianstad Airport till Kristianstad Österlen Airport för att betona närheten till Österlen.
2018 lade Sparrow Aviation ner alla linjer. BRA tog då över linjen till Stockholm-Arlanda. Till följd av Coronapandemin, la BRA i mars 2020 ner många av sina linjer inklusive Kristianstad. Inga reguljärflyg gick, men några taxiflyg och privatjet. Ett nytt flygbolag, Skåneflyg, har beslutat återuppta linjen till Stockholm våren 2022.

## Flygtrafik

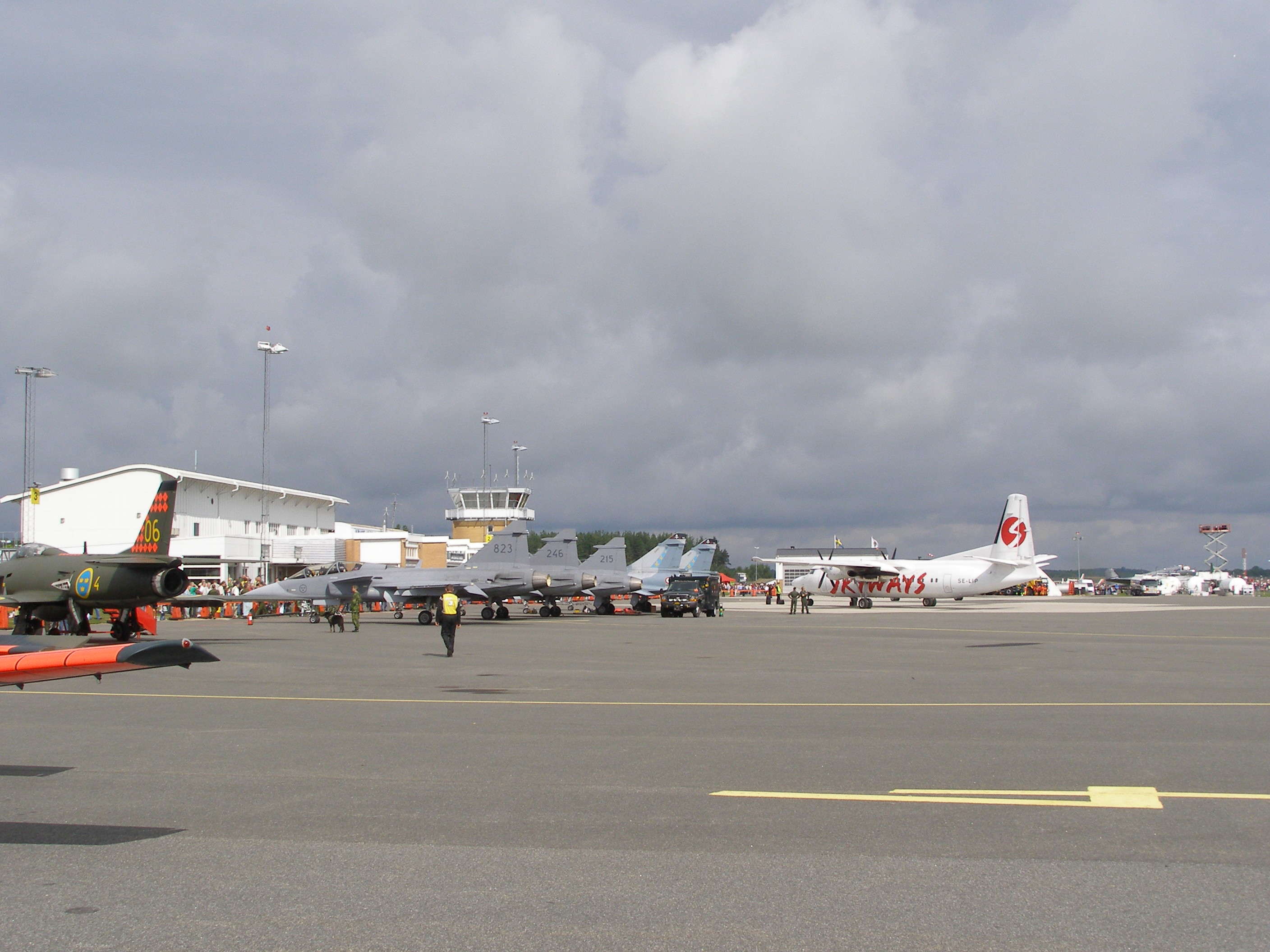
Plattan under Kristianstad Airshow 2006.

Trafikflyghögskolan (TFHS) använder ofta flygplatsen för inflygningsträning med mera.
På flygplatsen håller även Kristianstad flygklubb till.

## Flygbolag och destinationer
| Flygbolag | Destination                |
| --------- | -------------------------- |
| BRA       | Stockholm-Bromma via Växjö |